# Prasinocyma leucophracta
Prasinocyma leucophracta là một loài bướm đêm trong họ Geometridae.